# Équipe de France féminine de basket-ball en 2017

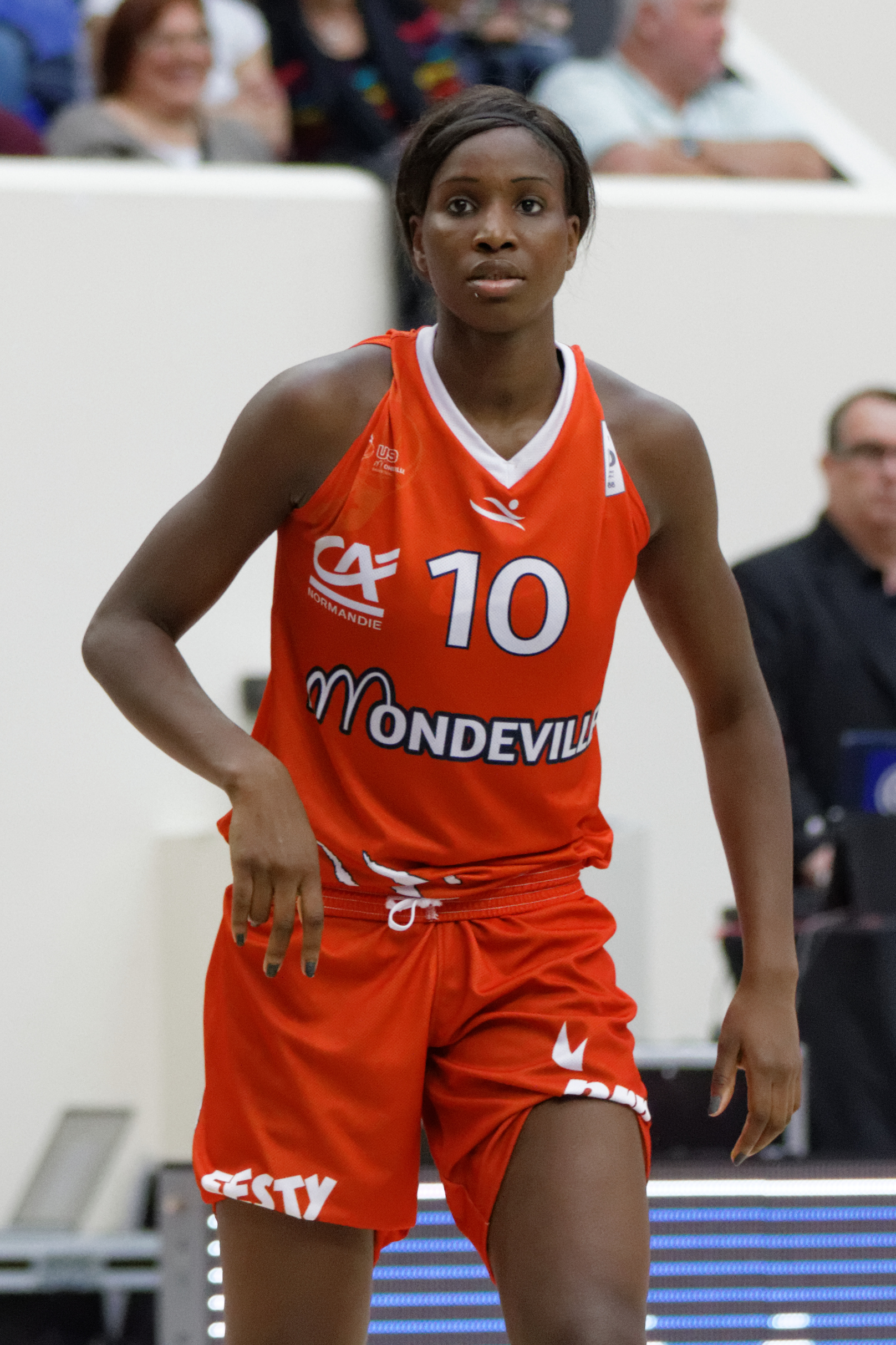
Hhadydia Minte (ici à l'Open LFB 2013) dispute sa première compétition officielle.

L'équipe de France commence sa saison 2017 par la préparation le Championnat d'Europe de basket-ball féminin 2017 disputé en juin en République tchèque. 

## Contexte
L'équipe de France est privée de Sandrine Gruda, alors que deux de ses autres figures Gaëlle Skrela et Céline Dumerc effectuent leur dernière campagne internationale. Isabelle Yacoubou avait elle pris sa retraite après les Jeux olympiques.

## Championnat d'Europe 2017
Une sélection de seize joueuses est annoncée, puis réduite à 14 avec les départs de Lisa Berkani et Marième Badiane et enfin à 12 avec ceux d'Aby Gaye et Amel Bouderra.
| Poste      | Joueuse              | Naissance        | Taille | matchs | points | Club 2016-2017     |
| ---------- | -------------------- | ---------------- | ------ | ------ | ------ | ------------------ |
| intérieure | Marielle Amant       | 9 décembre 1989  | 1,90 m |        |        | Villeneuve-d’Ascq  |
| ailière    | Valériane Ayayi      | 29 avril 1994    | 1,84 m |        |        | Villeneuve-d’Ascq  |
| ailière    | Alexia Chartereau    | 5 septembre 1998 | 1,89 m |        |        | Bourges            |
| intérieure | Helena Ciak          | 15 décembre 1989 | 1,95 m |        |        | Dynamo Koursk      |
| meneuse    | Céline Dumerc        | 9 juillet 1982   | 1,69 m |        |        | Bourges            |
| meneuse    | Olivia Époupa        | 30 avril 1994    | 1,65 m |        |        | Villeneuve-d’Ascq  |
| arrière    | Marine Johannès      | 21 janvier 1995  | 1,77 m |        |        | Bourges            |
| ailière    | Sarah Michel         | 10 janvier 1989  | 1,80 m |        |        | Lattes Montpellier |
| intérieure | Hhadydia Minte       | 16 mars 1991     | 1,87 m |        |        | Flammes Carolo     |
| intérieure | Nwal-Endéné Miyem    | 15 mai 1988      | 1,88 m |        |        | Famila Schio       |
| arrière    | Gaëlle Skrela        | 24 janvier 1983  | 1,77 m |        |        | Lattes Montpellier |
| ailière    | Diandra Tchatchouang | 14 juin 1991     | 1,89 m |        |        | Bourges            |
| pivot      | Aby Gaye             | 4 février 1995   | 1,95 m |        |        | Villeneuve-d’Ascq  |
| meneuse    | Marième Badiane      | 24 novembre 1994 | 1,90 m |        |        | USO Mondeville     |
| meneuse    | Amel Bouderra        | 26 mars 1989     | 1,63 m |        |        | Flammes Carolo     |
| meneuse    | Lisa Berkani         | 19 mai 1997      | 1,76 m |        |        | USO Mondeville     |

### Matches de préparation pour l'Euro 2017
| Date     | Lieu                                                  | Adversaire | Score   | Compétition | Meilleure marqueuse (France)          |
| -------- | ----------------------------------------------------- | ---------- | ------- | ----------- | ------------------------------------- |
| 31 mai   | Complexe sportif Élisabeth Riffiod, Villenave-d'Ornon | Ukraine    | V 78-70 | Amical      | Marine Johannès (19 points)           |
| 1er juin | Complexe sportif Élisabeth Riffiod, Villenave-d'Ornon | Canada     | V 74-65 | Amical      | Céline Dumerc, Endy Miyem (11 points) |
| 2 juin   | Complexe sportif Élisabeth Riffiod, Villenave-d'Ornon | Monténégro | V 66-60 | Amical      | Marine Johannès (13 points)           |

| Date    | Lieu                        | Adversaire | Score   | Compétition | Meilleure marqueuse (France) |
| ------- | --------------------------- | ---------- | ------- | ----------- | ---------------------------- |
| 9 juin  | Palais des Sports, Mulhouse | Italie     | V 69-64 | Amical      | Endy Miyem (12 points)       |
| 11 juin | Palais des Sports, Mulhouse | Espagne    | V 65-56 | Amical      | Héléna Ciak (13 points)      |

### Championnat d'Europe
| Date    | Lieu                   | Adversaire | Score   | Compétition | Meilleure marqueuse (France)          |
| ------- | ---------------------- | ---------- | ------- | ----------- | ------------------------------------- |
| 16 juin | Královka Arena, Prague | Slovénie   | V 70-68 | CE          | Héléna Ciak (16 points)               |
| 17 juin | Královka Arena, Prague | Serbie     | V 73-57 | CE          | Endy Miyem (17 points)                |
| 19 juin | Královka Arena, Prague | Grèce      | V 70-63 | CE          | Endy Miyem, Gaëlle Skrela (12 points) |
| 22 juin | O2 Arena , Prague      | Slovaquie  | V 67-40 | 1/4 Finale  | Valériane Ayayi (13 points)           |
| 24 juin | O2 Arena, Prague       | Grèce      | V 77-55 | 1/2 Finale  | Endy Miyem (13 points)                |
| 25 juin | O2 Arena, Prague       | Espagne    | D 55-71 | Finale      | Céline Dumerc (15 points)             |

Les Françaises obtiennent la médaille d'argent après une finale perdue face à l'Espagne (71-55), qui marque aussi la fin de carrière internationale de Gaëlle Skrela et de la capitaine Céline Dumerc qui conclut : « Finir un tournoi sur une défaite, c’est toujours dur. Le titre nous échappe une fois de plus. Mais demain, je serai contente de finir avec une médaille autour du cou. Même si ce n’est pas aussi fort qu’un titre. Il ne faut pas bouder son bonheur ».

## Qualifications pour le championnat d'Europe 2019
Le tirage au sort les fera s'opposer à la Roumanie, à la Finlande et la Slovénie, équipe que les Bleues n'ont battu l'été 2017 que de deux points (70-68). Les premiers de chaque groupe, ainsi que les six meilleurs deuxièmes seront qualifiés pour l'Euro. Les rencontres qualificatives sont programmées du 6 au 16 novembre 2017, du 5 au 15 février 2018 et du 12 au 22 novembre 2018.
| Date        | Lieu                           | Adversaire | Score    | Compétition   | Meilleure marqueuse (France) |
| ----------- | ------------------------------ | ---------- | -------- | ------------- | ---------------------------- |
| 11 novembre | Helsinki                       | Finlande   | V 103-44 | Qualification | Sandrine Gruda (21 points,)  |
| 15 novembre | Le Palacium, Villeneuve-d'Ascq | Roumanie   | V 87-49  | Qualification | Sandrine Gruda (23 points,)  |

| Poste      | Joueuse              | Naissance        | Taille | matchs | points | Club 2017-2018    |
| ---------- | -------------------- | ---------------- | ------ | ------ | ------ | ----------------- |
| pivot      | Aby Gaye             | 4 février 1995   | 1,95 m | 2      | 14     | Tarbes            |
| ailière    | Valériane Ayayi      | 29 avril 1994    | 1,84 m | 2      | 7      | Bourges           |
| ailière    | Alexia Chartereau    | 5 septembre 1998 | 1,89 m | 2      | 18     | Bourges           |
| intérieure | Héléna Ciak          | 15 décembre 1989 | 1,95 m | 2      | 19     | Dynamo Koursk     |
| meneuse    | Amel Bouderra        | 26 mars 1989     | 1,63 m | 2      | 13     | Flammes Carolo    |
| meneuse    | Olivia Époupa        | 30 avril 1994    | 1,65 m | 2      | 6      | Galatasaray       |
| arrière    | Marine Johannès      | 21 janvier 1995  | 1,77 m | 2      | 22     | Bourges           |
| ailière    | Sarah Michel         | 10 janvier 1989  | 1,80 m | 2      | 12     | Bourges           |
| intérieure | Hhadydia Minte       | 16 mars 1991     | 1,87 m | 2      | 14     | Flammes Carolo    |
| intérieure | Marielle Amant       | 9 décembre 1989  | 1,90 m | 1      | 2      | Villeneuve-d'Ascq |
| intérieure | Nwal-Endéné Miyem    | 15 mai 1988      | 1,88 m | 1      | 16     | Famila Schio      |
| pivot      | Sandrine Gruda       | 25 juin 1987     | 1,93 m | 2      | 44     | Lyon ASVEL        |
| ailière    | Diandra Tchatchouang | 14 juin 1991     | 1,89 m | 1      | 3      | Bourges           |

Lors de la seconde rencontre, privée de Tchatchouang et Miyem, Sandrine Gruda endosse le brassard de capitaine et conduit les Bleues à une seconde victoire 87-49 face à la Roumanie devant un public nombreux et enthousiaste. Si le début est assez poussif (15-11, 10e) avec trois pertes de balle pour Olivia Époupa, les intérieures françaises prennent le dessus face à Ashley Walker (11 points, 3 rebonds et 3 interceptions) esseulée sous les panneaux alors que Marine Johannès (9 points, 5 rebonds et 5 passes pour 16 d'évaluation) se régale sur jeu rapide et donne un avantage de dix points à la France (24-14, 12e). L'écart ne cesse ensuite de progresser avec une Sandrine Gruda (23 points et 9 rebonds pour 23 d'évaluation) de nouveau très en verve. Ces deux victoires placent la France en bonne position pour les qualifications avant d'affronter en janvier des Slovènes plus coriaces,.